# Szász Katalin münsterbergi hercegné
Szász Katalin (1453 – 1534. január 17./július 10.), franciául: Catherine de Saxe/Catherine de Thuringe, csehül: Kateřina Saská, németül: Katharina von Sachsen, lengyelül: Katarzyna Saska, latinul: Catharina Saxoniae, luxemburgi nyelven: Kathrina vu Sachsen, szász és luxemburgi hercegnő, türingiai tartománygrófnő. Nagybátyjának, V. Lászlónak a halála után az édesanyja 1457–58-ban Hunyadi Mátyás ellenében magyar trónkövetelő, így Katalin is viselte a magyar királyi hercegnő címet. Habsburg Albert magyar, német, cseh király és Luxemburgi Erzsébet unokája, Zsigmond magyar és cseh király , német-római császár, valamint Cillei Borbála dédunokája. A Wettin-ház tagja.

## Élete
Édesapja III. Vilmos szász herceg, Luxemburg hercege, Türingia tartománygrófja. Édesanyja Habsburg Anna, I. (II./V.) Albert magyar, német, cseh királynak, osztrák hercegnek és Luxemburgi Erzsébetnek, Zsigmond magyar, német, cseh király és német-római császár, valamint Cillei Borbála egyetlen gyermekének az elsőszülöttje. Egy nővére született, Margit 1449-ben.
Édesanyja magyar hercegnőként amint tudomást szerzett az öccse, V. László haláláról (1457. november 23.) mint annak törvényes örököse, rögtön felvette a Magyarország, Csehország, Horvátország, Dalmácia született királynője (regina nata), Ausztria és Luxemburg hercegnője, valamint Morvaország őrgrófnője címeket. A férje, Szász Vilmos pedig, akivel I. Ulászló halála (1444) miatt újra jegyesek lettek, és végül 1446-ban összeházasodtak, amikor I. Ulászló visszatérésére és életben maradására nem sok esély volt már, a felesége törvényes gyámjának (legitimus tutor) címezte magát, és megbízottait Bécsbe küldte, hogy vegyék fel a kapcsolatot Montschiedel Boldizsár kinevezett zágrábi püspökkel. A vele való tárgyalásról Vilmos követei 1457. december 13-án tettek jelentést, de Vilmos három hétig habozott, nem tett lépéseket a magyar trón megszerzésére. Vilmos a felesége, Anna nevében sikertelenül próbálta megszerezni a magyar trónt I. Mátyás királlyal szemben, hiszen a királyválasztó országgyűlésre (1458. január 24.) követeket nem küldött, ehelyett Anna hercegnő egykori gyámjához, a Habsburg-ház fejéhez, III. Frigyes német-római császárhoz fordult segítségért, amivel taktikai hibát követett el, hiszen ez sértés volt a magyar rendekkel szemben, és emiatt sok időt vesztegetett el, és végül ezzel a tettével éppen azt érte el, hogy nem vették figyelembe a királyválasztásnál. III. Frigyest pedig azzal bőszítette fel, hogy Ausztria örökségét is követelte, holott az csak férfiágon volt örökölhető. A kudarc ellenére Anna hercegnő „Magyarország és Csehország királynőjének” címezte magát egészen a haláláig, ezért a lányai, így Katalin is viselte a (címzetes) magyar és cseh királyi hercegnői címeket.

## Gyermekei
- Férjétől, II. (Podjebrád) Henrik (1452–1492) münsterbergi[4] hercegtől, I. (Podjebrád) György cseh király fiától és Podjebrád Katalin magyar királyné féltestvérétől, 2 gyermek:[5]
  - Anna Katalin (1471–1517/45), férje IV. Henrik (1442–1507), Neuhaus bárója, Prága várgrófja, 2 gyermek
  - Frigyes (?–1493), nem nősült meg, gyermekei nem születtek